# Troljebanen på Rømø
Troljebanen på Rømø var en hestetrukket sporvej på Vadehavsøen Rømø, som var i drift mellem 1899 og 1940. I den tyske tid kaldtes den "Inselbahn Röm" og efter Genforeningen i 1920  "Troljebanen".
Den lokale tysksindede præst og entreprenør Johannes Jacobsen (sv) var drivkraft i at etablere Rømø som turistmål for tysksprogede besøgende. Badestedet Lakolk grundlagdes 1896 på  øens vestkyst af selskabet Nordseebad Lakolk AG, som også anlagde en smalsporsbane dertil. 
Jernbanen anlagdes tværs over øen mellem Kongsmark på den østlige side og badehotellerne og strandene i "Romo Westerhawsbad" på den anden side, en strækning på 3,8 kilometer. Sporvidden var 750 millimeter. Turen tog 20 minutter.
Troljebanen anvendtes til at transportere passagerer fra og til fartøjerne fra Højer sluse på fastlandet og til transport af varer. I vognparken indgik to personvogne og fire godsvogne. Tanken var at anskaffe et damplokomotiv, men det våde hedeareal, som banen lå på, kunne ikke bære det, og derfor blev heste anvendt som trækkraft helt frem til driftsophøret i 1940. Sporene blev taget op og solgt, men tracéet findes stadig og kan under navnet Gammel Skinnevej benyttes til spadsereture.
- Gammel Skinnevej, set mod vest
- Model af ekvipage på banen på Rømø på Sporvejsmuseet Skjoldenæsholm